# Campionati del mondo di ciclocross 1991
I Campionati del mondo di ciclocross 1991 (en.: 1991 UCI Cyclo-cross World Championships) si sono svolti ad Gieten nei Paesi Bassi dal 2 al 3 febbraio 1991.  
Sono state tre le gare in programma.

## Programma
Sabato 2 febbraio:
- Dilettanti
- Uomini junior

Domenica 3 febbraio:
- Professionisti

## Podi
| Eventi                  | Oro                 | Tempo    | Argento            | Tempo | Bronzo          | Tempo |
| Professionisti dettagli | Radomir Simunek     | 1.04'22" | Adrie van der Poel | s.t.  | Bruno Lebras    | a 6"  |
| Dilettanti dettagli     | Thomas Frischknecht | 50'19"   | Henrik Djernis     | a 23" | Daniele Pontoni | a 24" |
| Junior dettagli         | Ondřej Lukeš        | 45'47"   | Jiří Pospíšil      | s.t.  | Dariusz Gil     | s.t.  |

## Medagliere
| Pos.   | Nazione        | Oro | Argento | Bronzo | Totale |
| ------ | -------------- | --- | ------- | ------ | ------ |
| 1      | Cecoslovacchia | 2   | 1       | 0      | 3      |
| 2      | Svizzera       | 1   | 0       | 0      | 1      |
| 3      | Paesi Bassi    | 0   | 1       | 0      | 1      |
| 3      | Danimarca      | 0   | 1       | 0      | 1      |
| 5      | Italia         | 0   | 0       | 1      | 1      |
| 5      | Polonia        | 0   | 0       | 1      | 1      |
| 5      | Francia        | 0   | 0       | 1      | 1      |
| Totale | Totale         | 3   | 3       | 3      | 9      |